# 維新立藩
維新立藩（いしんりっぱん）は、慶応3年（1867年）の大政奉還以降に立藩された藩の総称。維新後立藩とも呼ばれる。

## 概略
- 大政奉還以降も、版籍奉還を経て明治4年（1871年）の廃藩置県まで藩による統治は行われていた。将軍として藩を持たなかった徳川宗家による駿府藩の立藩、琉球王国を琉球藩とした他に、以下が存在する。
- 御三卿
  - 田安藩（田安徳川家）
  - 一橋藩（一橋徳川家）
    - 清水徳川家は立藩していない[1]。
- 御三家付家老
  - 田辺藩 3万8千石 安藤家（紀州藩）
  - 新宮藩 3万5千石 水野家（紀州藩）
  - 犬山藩 3万5千石 成瀬家（尾張藩）
  - 今尾藩 3万石 竹越家（尾張藩）
  - 松岡藩 2万5千石 中山家（水戸藩）
- 支藩
  - 岩国藩 6万石 吉川家
  - 福本藩 1万573石 池田家
- 表向御礼衆交代寄合から維新加増や石直しにより、1万石以上の大名となる資格を得て藩となったもの
  - 矢島藩 1万5千2百石 生駒家
  - 成羽藩 1万2746石 山崎家
  - 村岡藩 1万1千石 山名家
  - 志筑藩 1万110石 本堂家
  - 田原本藩 1万石 平野家

## 備考
- 堀江藩（大沢家）は、石直により1万石を有するとして立藩したが、実高5485石に開墾予定地として新田内高4521石を含めており、明治政府の再調査により虚偽申告が判明、当主大沢基寿は華族から士族に身分を落とされたほか、禁錮1年の刑を受けた。